# Шахматы в Армении
Шахматы в Армении появились с раннего средневековья, однако распространение по всей стране произошло в советский период. Шахматы получили своё широкое распространение в 1960-х годах, когда советский гроссмейстер Тигран Петросян стал чемпионом мира по шахматам.
Сейчас Армения считается одной из сильнейших шахматных держав, и шахматной сверхдержавой. Также Армения имеет один из самых высоких шахматных гроссмейстеров на душу населения. 
С момента обретения независимости мужская сборная Армении по шахматам выиграла командный чемпионат Европы (1999), командный чемпионат мира (2011) и шахматную олимпиаду (2006, 2008, 2012). Женская команда одержала свою коронную победу на чемпионате Европы 2003 года. По состоянию на май 2023 года Армения занимает шестое место в мире по среднему рейтингу лучших игроков. Левон Аронян, в прошлом лучший шахматист Армении, занимал второе место в рейтинге ФИДЕ и шесть раз был кандидатом в чемпионы мира.
С учебного года 2011/2012 уроки шахмат стали частью учебной программы в каждой государственной школе Армении, что сделало Армению первой страной в мире, которая сделала шахматы обязательными в школах.

## История

### Появление шахмат в Армении
Согласно гипотезе академика И. Орбели (1887—1961), шахматы были известны в Армении ещё в IX веке. Они упоминаются в армянских рукописях XII—XIII веках, которые хранятся в Матенадаране (Институт древних рукописей в Ереване), например в документах, написанных Григором-сыном (XII век) и библиографом В. Аревелци (XIII век). В современной армянской шахматной терминологии сохранились некоторые древние названия шахмат (например, «чатрак» или «чарткуц»). По свидетельству авторов книги «Шатранг» — Орбели и К. Тревер, жители д. Блхер (ныне село Шенаван) Апаранского района до середины XX века играли в самодельные шахматы, похожие по форме на средневековые.

### Армения в составе СССР
После образования Армянской ССР (1920) развитие шахмат приобрело организованный характер. В 1926—1927 по инициативе энтузиаста шахмат доктора химических наук С. Оввяна (1869—1942) в ряде республиканских газет были созданы шахматные отделы. Способствуя популяризации шахмат, Оввян давал сеансы одновременной игры, читал лекции по различным вопросам шахматной культуры, перевёл на армянский язык книги Эм. Ласкера, Я. Рохлина, И. Майзелиса. Первые шахматные соревнования состоялись в 1927. Армянские шахматисты участвовали также в Закавказском чемпионате. В 1934 в Ереване прошёл 1-й всеармянский чемпионат; победил Г. Каспарян, который в 1935 выиграл звание чемпиона Закавказья, в 1936 — матч у В. Чеховера (9½ : 7½) и первым из армянских шахматистов был удостоен звания мастера спорта СССР (1936). Всего состоялось 47 чемпионатов Армении (1934—1987). 10 раз становился чемпионом Каспарян, 4 раза — Э. Мнацаканян и 3 раза — Т. Петросян. В 1934 прошёл 1-й женский чемпионат, в котором 1-2-е место разделили С. Макинц и М. Мирза-Авакян. 4-кратной чемпионкой Армении была Г. Ляпунова, 2-кратными — М. Мелик-Пашаян, Н. Марджанян и М. Вартанян. В 1980-х годах чемпионками Армении становились Л. Куликова, М. Мангрян, Э. Халафян и другие.
В 1936 в Ереване открылся 1-й в Армении шахматный клуб, директором которого стал А. Акопян (в дальнейшем заслуженный тренер республики, международный арбитр). В 1950-х годах шахматные клубы открылись в Кировакане и Ленинакане. С 1960 в Ереване работает спорт, школа юных шахматистов. Большое влияние на развитие шахмат оказали успехи Т. Петросяна.
В 1962 в шахматных секциях — 30 тысяч человек; занятия проводили 3 тысяч общественных инструкторов и судей. Сборная команда Армении — участница командных чемпионатов СССР: 1958 — 
13-е; 1960 — 16-е; 1962 — 14-е; 1969 и 1972 — 10-е; 1981 — 12-е; 1985 — 15-е места, а также Спартакиад народов СССР: 1959 — 13-е; 1963 и 1967 — 12-е; 1975 — 14-е; 1979 — 15-е; 1983 — 6-е (лучший рез-т на 2-й доске показал С. Лпутян — 5½ очков из 8); 1986 — 10-е (мужчины) и 12-е места (женщины). Сборная команда юниоров Армении успешно выступала на Всесоюзных спартакиадах: 1961 — 6-е; 1963 — 9-е; 1965 — 7-е места. Наибольшего успеха юные шахматисты добились в 1983: команда Еревана выиграла 4-й командный чемпионат детско-юношеских спортивных школ Министерства просвещения СССР.
Развитию шахмат способствовало открытие в Ереване Центрального республиканского дома шахматиста (1970) и его филиалов в Арташате, Аштараке, Дилижане, Кафане, Эчмиадзине и других. С 1980/1981 учебного года в Армянском государственном институте физкультуры открыт факультет по подготовке шахматных тренеров (очное и заочное отделения). С 1978 на республиканское телевидении работает «Шахматная школа»; во время проведения крупных соревнований ежедневно транслируются передачи, посвященные шахматам. С 1980 в Центральном республиканском доме шахматиста действует народный университет шахматной культуры, где с сеансами одновременной игры и лекциями выступали М. Таль, Д. Бронштейн, Е. Геллер, Т. Затуловская и другие гроссмейстеры. Популяризации шахмат способствовало проведение многих всесоюзных и международных соревнований, в том числе зонального турнира первенства мира среди мужчин (Ереван, 1982); финалов чемпионатов СССР (1975 — мужской и 1985 — женский); традиционных международных турниров в Ереване (с 1976; с 1984 — мемориалы Т. Петросяна); международного турнира, посвященного 150-летию присоединения Армении к России (Кировакан, 1978); всесоюзных юбилейных турниров, посвященных 60-летию Великой Октябрьской социалистической революции (Ереван, 1977) и 35-летию победы советского народа в Великой Отечественной войне 1941—1945 (1980, Ереван); традиционный всесоюзных турниров с участием шахматных ветеранов (с 1981).
В 1970—1980-х годах армянские шахматисты добились крупных успехов на различных всесоюзных и международных соревнованиях: Р. Ваганян — победитель (в составе сборной команды СССР) ряда олимпиад, участник соревнования претендентов (1986), в чемпионате СССР (1975) — 2-5-е место; С. Лпутян — победитель и призёр ряда крупных международных соревнований; В. Акопян — чемпион мира среди кадетов (1986); Г. Каспарян — 6-кратный чемпион СССР по шахматной композиции.
В 2,5 тысяч коллективах физкультуры организованы шахматные секции, где занимается свыше 50 тысяч человек.
Шахматная организация Армении имеет в своих рядах (1986) 3 гроссмейстеров (Р. Ваганян, С. Лпутян, А. Петросян), международных мастеров (Л. Еолян и Э. Мнацаканян), гроссмейстера по шахматной композиции (Г. Каспарян), свыше 10 мастеров спорта СССР.

### Современность
В 1991 году Армения обрела независимость от СССР, и с тех пор армянские шахматисты получили право представлять Республику Армения в различных международных шахматных турнирах. 
В независимой Армении состоялись три крупных шахматных турнира: 32-я шахматная олимпиада, которая прошла в ереванском спортивно-концертном комплексе, командный чемпионат мира по шахматам 2001 и чемпионат Европы по шахматам 2014 года, которые состоялись в театре оперы и балета имени Александра Спендиаряна.
Сейчас шахматы являются обязательным школьным предметом в Армении.

## Изданные книги
В 1930 вышла первая шахматная книга на армянском языке — «Начинающий шахматист» Г. Каспаряна. Издаются книги по теории, истории, композиции, судейству и другой шахматной тематике. С 1972 по 2015 выходил журнал «Шахматная Армения» (арм. Շախմատային Հայաստան).